# 威爾登 (英國國會選區)
威爾登（英語：Wealden），英國國會一自治區選區，位於英格蘭東南部東薩塞克斯郡北部，包括威爾登區大部。
始設於1983年，1964年以前一直支持保守黨。2010年大選保守黨的查爾斯·亨德里以56.6%選票勝出該區連任成功。2015年，努斯拉特·加尼当选该区议员。